# Gerhard Heinrich Jacobjan Stöckhardt
Gerhard Heinrich Jacobjan Stöckhardt (* 28. März 1772 in Schwepnitz; † 28. Oktober 1830 in Bautzen) war ein deutscher lutherischer Geistlicher.

## Leben
Gerhard Heinrich Jacobjan Stöckhardt erhielt von seinem Vater, dem Geistlichen Johann Gottrau Stöckhardt in Schwepnitz, Hausunterricht, bevor er ab 1787 als 15-Jähriger das Gymnasium in Bautzen besuchte. Bereits in der Schulzeit wurde sein lebenslanges Interesse für die italienische Sprache geweckt. Ab Ostern 1791 studierte er Theologie, Philosophie und Philologie an der Universität Leipzig. Obwohl er vorgehabt hatte, sich in Philosophie, Sprachwissenschaft und Kunsttheorie zu habilitieren und eine akademische Laufbahn einzuschlagen, trat er 1794 doch eine Hauslehrerstelle bei Graf Karl Heinrich von Schönburg in Glauchau an. Die Familie von Schönburg lebte jedes Jahr mehrere Monate in Dresden, wo Stöckhardt im Umgang mit dort lebenden Italienern seine Sprachfertigkeiten weiter ausbilden konnte. Durch Girolamo Tiraboschi war er 1794 bei Erscheinen seiner ersten italienischen Veröffentlichung bereits Mitglied der „società de’ Volschi“.
1798 erhielt er die Stelle eines Archidiakons in Glauchau und 1804 wurde er zweiter Pastor an St. Petri in Bautzen. Neben seiner Tätigkeit als Geistlicher trat er in Bautzen als Dichter und Gelehrter mit zahlreichen Veröffentlichungen hervor, darunter ein deutsch-italienisches Wörterbuch, das seit 1801 mehrere Auflagen erlebte. 1826 erschien sein Bautzener Gesangbuch unter dem Titel Sammlung alter und neuer geistlicher Lieder. Stöckhardt war seit 1826 Mitglied der Oberlausitzischen Gesellschaft der Wissenschaften. Er starb an den Langzeitfolgen eines 1829 erlittenen Sturzes im Folgejahr.
Heinrich Robert Stöckhardt und Ernst Theodor Stöckhardt sind seine Söhne.